# Vitorino Fernandes
Vitorino Ramos Fernandes (* 29. März 1896 in Rio de Janeiro; † 2. März 1983 ebenda) war ein brasilianischer Wasserballspieler.

## Karriere
Fernandes nahm an den Olympischen Spielen 1920 in Antwerpen teil. Hier erreichte er mit der brasilianischen Nationalmannschaft den sechsten Rang.